# 디피펫
디피펫(영어: DPPet)는 2024년 10월 22일 창간된 동물, 반려동물 관련 전문 채널이다. Dear Paw Pet의 약자로 반려동물의 귀여운 발을 상징 의미하며 줄여서 DPPet 으로 쓴다.

## 상세
반려동물과 관련된 정보성 내용들과 스토리텔링이 있는 공감STORY 등 반려인이라면 매력적으로 느낄 수 있는 여러가지 소식들과 일상 정보 등을 제공하고 있다.